# Matías Blengio
Matías Blengio (14 de abril de 1998) es un futbolista argentino. Se desempeña en la posición de arquero y su equipo actual es Club Deportivo laferrere de la Tercera División de Argentina. También se desarrolla en la Selección de fútbol sub-17 de Argentina.
Es hijo del, también futbolista, Juan Carlos Blengio, jugador de Tigre de la Primera División de Argentina.

## Selección nacional

### Selección Argentina Sub-15
En 2013 formó parte de la Selección Argentina Sub-15, disputando el Campeonato Sudamericano Sub-15 de 2013 en Bolivia, logrando el tercer puesto.

### Selección Argentina Sub-17
El 25 de enero de 2015, Miguel Ángel Lemme incluyó a Matías Blengio en la Preselección Sub-17 de 31 jugadores para disputar el Campeonato Sudamericano Sub-17 a disputarse en Paraguay, de esta nómina quedarán 22 jugadores. Los jugadores se entrenarán de cara al certamen a partir del 26 de enero.
El 20 de febrero de 2015, Miguel Ángel Lemme, director técnico de la Selección Argentina Sub-17, entregó una lista con los 22 futbolistas en el cual fue convocado para que comenzara a entrenarse de cara al Campeonato Sudamericano Sub-17 de la categoría que se disputó a partir de marzo en Paraguay, logrando el subcampeonato.

## Estadistícas
Actualizado el 10 de octubre del 2022.
| Club                | Temporada           | Div.                | Liga | Liga | Copa | Copa | Copa Internacional | Copa Internacional | Total | Total |
| Club                | Temporada           | Div.                | PJ   | GR   | PJ   | GR   | PJ                 | GR                 | PJ    | GR    |
| ------------------- | ------------------- | ------------------- | ---- | ---- | ---- | ---- | ------------------ | ------------------ | ----- | ----- |
| Tigre               | 2020                | 1.ª                 | 0    | 0    | 0    | 0    | 0                  | 0                  | 0     | 0     |
| Tigre               | Total               | Total               | 0    | 0    | 0    | 0    | 0                  | 0                  | 0     | 0     |
| Fénix               | 2021                | 3.ª                 | 2    | -3   | 0    | 0    | 0                  | 0                  | 2     | -3    |
| Fénix               | Total               | Total               | 2    | -3   | 0    | 0    | 0                  | 0                  | 2     | -3    |
| Ituzaingo           | 2022                | 3.ª                 | 1    | -2   | 0    | 0    | 0                  | 0                  | 1     | -2    |
| Ituzaingo           | Total               | Total               | 1    | -2   | 0    | 0    | 0                  | 0                  | 1     | -2    |
| Total en su carrera | Total en su carrera | Total en su carrera | 3    | -5   | 0    | 0    | 0                  | 0                  | 3     | -5    |

### Selecciones
Actualizado el 24 de febrero de 2015.
| Selección        | Año           | Amistoso | Amistoso | Eliminatorias | Eliminatorias | Mundial | Mundial | Copa América | Copa América | Juegos Olímpicos | Juegos Olímpicos | Copa México de Naciones | Copa México de Naciones | Juegos Suramericanos | Juegos Suramericanos | Total | Total |
| Selección        | Año           | PJ       | GR       | PJ            | GR            | PJ      | GR      | PJ           | GR           | PJ               | GR               | PJ                      | GR                      | PJ                   | GR                   | PJ    | GR    |
| ---------------- | ------------- | -------- | -------- | ------------- | ------------- | ------- | ------- | ------------ | ------------ | ---------------- | ---------------- | ----------------------- | ----------------------- | -------------------- | -------------------- | ----- | ----- |
| Argentina Sub-15 | 2013          | 0        | 0        | -             | -             | -       | -       | 0            | 0            | -                | -                | -                       | -                       | -                    | -                    | 0     | 0     |
| Argentina Sub-15 | Total         | 0        | 0        | -             | -             | -       | -       | 0            | 0            | -                | -                | -                       | -                       | -                    | -                    | 0     | 0     |
| Argentina Sub-17 | 2014          | 0        | 0        | -             | -             | -       | -       | -            | -            | -                | -                | -                       | -                       | -                    | -                    | 0     | 0     |
| Argentina Sub-17 | 2015          | 0        | 0        | -             | -             | -       | -       | 0            | 0            | 0                | 0                | 0                       | 0                       | 0                    | 0                    | 0     | 0     |
| Argentina Sub-17 | Total         | 0        | 0        | -             | -             | -       | -       | 0            | 0            | 0                | 0                | 0                       | 0                       | 0                    | 0                    | 0     | 0     |
| Total carrera    | Total carrera | 0        | 0        | -             | -             | -       | -       | 0            | 0            | -                | -                | 0                       | 0                       | -                    | -                    | 0     | 0     |

#### Participaciones con la selección
| N.º | Torneo                   | Sede     | Resultado     |
| --- | ------------------------ | -------- | ------------- |
| 1   | Sudamericano Sub-15 2013 | Bolivia  | Tercer lugar  |
| 2   | Sudamericano Sub-17 2015 | Paraguay | Segundo lugar |